# Giro dell'Etna
Il Giro dell'Etna era una corsa in linea maschile di ciclismo su strada, che si svolse in Sicilia, in Italia, dal 1980 al 2004.

## Storia
Nato nel 1980 come Giro dell'Etna, nel 2001 assunse la denominazione di Giro della Provincia di Catania-Trofeo dell'Etna, mentre nelle ultime tre edizioni, dal 2002 al 2004, semplicemente Trofeo dell'Etna.
Le ultime edizioni furono organizzate dal Gruppo Sportivo Emilia, che abbandonò l'organizzazione della manifestazione dal 2005, sostituendola con il Memorial Cimurri. L'edizione di quell'anno fu comunque registrata nel calendario UCI (7 marzo, cat. 1.1) e venne dunque annullata.
La gara si svolgeva su percorso che si articolava alla base dell'Etna.

## Albo d'oro
Aggiornato all'edizione 2004.
| Anno    | Vincitore            | Secondo             | Terzo              |
| ------- | -------------------- | ------------------- | ------------------ |
| 1980    | Wladimiro Panizza    | Claudio Bortolotto  | Salvatore Maccali  |
| 1981    | Giuseppe Saronni     | Giovanni Mantovani  | Francesco Moser    |
| 1982    | Wladimiro Panizza    | Franco Chioccioli   | Giuseppe Petito    |
| 1983    | Giovanni Mantovani   | Mario Noris         | Daniele Caroli     |
| 1984    | Francesco Moser      | Pierino Gavazzi     | Franco Chioccioli  |
| 1985    | Francesco Moser      | Johan van der Velde | Daniele Caroli     |
| 1986    | Francesco Moser      | Silvano Riccò       | Acácio Da Silva    |
| 1987    | Adriano Baffi        | Franco Chioccioli   | Marco Saligari     |
| 1988    | Paolo Cimini         | Giuseppe Calcaterra | Adriano Baffi      |
| 1989    | Rolf Sørensen        | Claudio Chiappucci  | Enrico Galleschi   |
| 1990    | Adriano Baffi        | Benny Van Brabant   | Maurizio Fondriest |
| 1991    | Mario Cipollini      | Giuseppe Citterio   | Adriano Baffi      |
| 1992    | Stefano Colagè       | Stefano Zanini      | Bart Bowen         |
| 1993    | non disputato        | non disputato       | non disputato      |
| 1994    | Stefano Zanini       | Maurizio Fondriest  | Davide Rebellin    |
| 1995    | Stefano Colagè       | Roberto Petito      | Simone Borgheresi  |
| 1996    | Fabiano Fontanelli   | Giovanni Lombardi   | Adriano Baffi      |
| 1997    | Biagio Conte         | Fabio Baldato       | Silvio Martinello  |
| 1998-00 | non disputato        | non disputato       | non disputato      |
| 2001    | Timothy Jones        | Diego Ferrari       | Denis Lunghi       |
| 2002    | Fabio Baldato        | Mychajlo Chalilov   | Jan Bratkowski     |
| 2003    | Filippo Pozzato      | Biagio Conte        | Mario Manzoni      |
| 2004    | Leonardo Bertagnolli | Kyrylo Pospyeyev    | Marlon Pérez       |